# Sibel Redzep
Sibel Redzep, född 12 december 1987 i Radoviš i dåvarande Jugoslavien, är en svensk låtskrivare och tidigare sångerska.

## Biografi
Redzep, uppvuxen i Malmö och Kristianstad, är av turkisk härkomst och har gått på Christian IV:s gymnasiums musiklinje. Hon ställde upp i TV4:s Idol 2004. Efter inledande audition i Malmö gick hon vidare till kvalomgången där hon framförde Mariah Careys Vision of Love. I kvalet fick hon 12 procent av rösterna men tog sig inte vidare. Hennes syster, Selda, var med Sibel vid auditiondagen och gjorde också audition och gick vidare till slutaudition, men åkte ut innan kvalveckan.
Efter att ha fått lämna tävlingen bestämde hon sig för revansch. Hon tog sånglektioner och ställde upp i Idol 2005. Från kvalet, där hon framförde The Power of Love, tog hon sig vidare. I Idol 2005 klarade hon sig i flera veckor men åkte ut i semifinalen mot Sebastian Karlsson och Agnes Carlsson och slutade då på en tredje plats. Efteråt framträdde hon på spelningar och arbetade på sitt debutalbum tillsammans med talangscouterna Peter Swartling och Jonas Johnson (Legend Music Group). I augusti 2007 fanns pressuppgifter om att debutalbumet skulle släppas "inom kort".
Sibel Redzep medverkade i Melodifestivalen 2008 med balladen "That is Where I'll Go". Låten gick vidare till andra chansen, och lyckades där kvala sig in till finalen i Globen. Efter omröstningen där hamnade melodin på sjunde plats. Den 7 december 2009 blev det klart med hennes medverkan i Melodifestivalen 2010 med låten "Stop". Den slutade näst sist i den fjärde delfinalen. Hon har också spelat in låten "Our Generation" till Shake It Ups soundtrack.
Efter melodifestivalen lämnade hon karriären som sångerska och fokuserade istället på att skriva musik. Efter några år slutade hon på Warner Music och gick vidare till ett annat skivbolag. Hon har bland annat skrivit musik för Tove Lo, Miriam Bryant, Jireel, Cherrie och Will Pan.

## Diskografi

### Album
- 12 mars 2008 – The Diving Belle

### Singlar
- 2008 – "That Is Where I'll Go"
- 2008 – "Make Believe"
- 2008 – "Walking Away"
- 2010 – "Stop"
- 2010 – "The Fall" (tillsammans med Lazee)
- 2011 – "Wake Up"
- 2013 – "Without Your Love"
- 2013 – "Every Girl In the World" (i Rumänien, Roton Music)

## TV-framträdanden
- Den sista dokusåpan (2012)